# 迪爾維爾 (加利福尼亞州)
迪爾維尤（英語：Deer View）是位於美國加利福尼亞州埃爾多拉多縣的一個非建制地區。該地的面積和人口皆未知。

## 地理
迪爾維尤的座標為38°50′36″N 120°40′04″W / 38.84333°N 120.66778°W，而該地的平均海拔高度為1013米（即3323英尺）。